# Assassinat a Belle-Ille
Assassinat a Belle-Ille (originalment en francès, Meurtres à Belle-Île) és un telefilm francès, de la col·lecció Assassinats a..., escrit per Fabienne Lesieur i Victor Pavy sota la direcció de Marwen Abdallah. S'ha doblat al valencià per a À Punt, que va emetre-la per primer cop el 17 de setembre de 2022. També s'ha doblat al català central per a TV3.
El rodatge va tenir lloc entre l'1 i el 26 d'abril de 2019 al sud de la Bretanya. Es va emetre per primera vegada a Bèlgica el 12 d'octubre de 2019 a La Une, a Suïssa el 18 d'octubre a RTS 1 i a França el 26 del mateix mes a France 3. L'estrena a França va ser seguida per 4.327.000 espectadors, cosa que va representar un 22,5% de quota de pantalla.

## Sinopsi
Un cos és descobert al mig del landa de Belle-Île-en-Mer, adossat a un menhir i algú ha escrit la paraula "lladre" amb aerosol a la pedra. Aquest menhir està lligat a una antiga llegenda. La comandant Marine Lamblin s'encarrega de la investigació, però ha de col·laborar amb Thomas Keller, un capità presumit de terra ferma.

## Repartiment
- Charlotte de Turckheim: comandant Marine Lamblin
- Nicolas Gob: capità Thomas Keller
- Garance Thenault: Anna Blain
- Alexandra Vandernoot: Clothilde Bordier
- Alexis Loret: Julien Dubreuil
- Cédric Weber: Yann Bihan
- Xavier Mathieu: Franck
- Sophie Le Garles: Zoé Lamblin
- Damien Le Délézir: Armel
- Jean-Philippe Davodeau: Antoine Legoff
- Anaïs Fabre: Soline Bihan
- Miglen Mirtchev: Vladimir Petrov
- Mewen Bauchy: Ouvrier bagne
- Philippe Languille: Adrien Godot
- Grégory Leroy: Roch Mougin
- Joël Cudennec: Pierrick Legoff
- Anaëlle Lohou: Laure Kerinou